# Großsteingrab Kaltenhof
Das Großsteingrab Kaltenhof ist eine megalithische Grabanlage der jungsteinzeitlichen Trichterbecherkultur bei Kaltenhof, einem Ortsteil von Dänischenhagen im Kreis Rendsburg-Eckernförde in Schleswig-Holstein. Es trägt die Sprockhoff-Nummer 134.

## Lage
Das Grab befindet sich nordwestlich von Kaltenhof, nahe der Gemeindegrenze zu Schwedeneck auf einem Feld. In der näheren Umgebung gibt es zahlreiche weitere Großsteingräber: 500 m nordnordwestlich befinden sich die Großsteingräber bei Birkenmoor und 2,3 km östlich das Großsteingrab Borghorsterhütten.

## Beschreibung
Die Anlage besitzt eine runde Hügelschüttung mit einem Durchmesser von 13 m. Bei der Grabkammer handelt es sich um einen ost-westlich orientierten Großdolmen mit ovalem Grundriss. Die Länge beträgt etwa 3 m und die Breite 1,5 m. Es sind drei Wandsteine an der nördlichen und zwei an der südlichen Langseite sowie ein kleiner Abschlussstein an der westlichen Schmalseite erhalten. Der westliche Wandstein der Südseite sowie ein oder zwei Steine an der Ostseite fehlen. Von den beiden Decksteinen ist nur der östliche vollständig erhalten und liegt noch auf den Wandsteinen auf. Er hat eine Länge von 2,3 m, eine Breite von 2 m und eine Dicke von 0,6 m. Vom westlichen Deckstein ist nur eine Hälfte erhalten, die im Inneren der Kammer liegt.

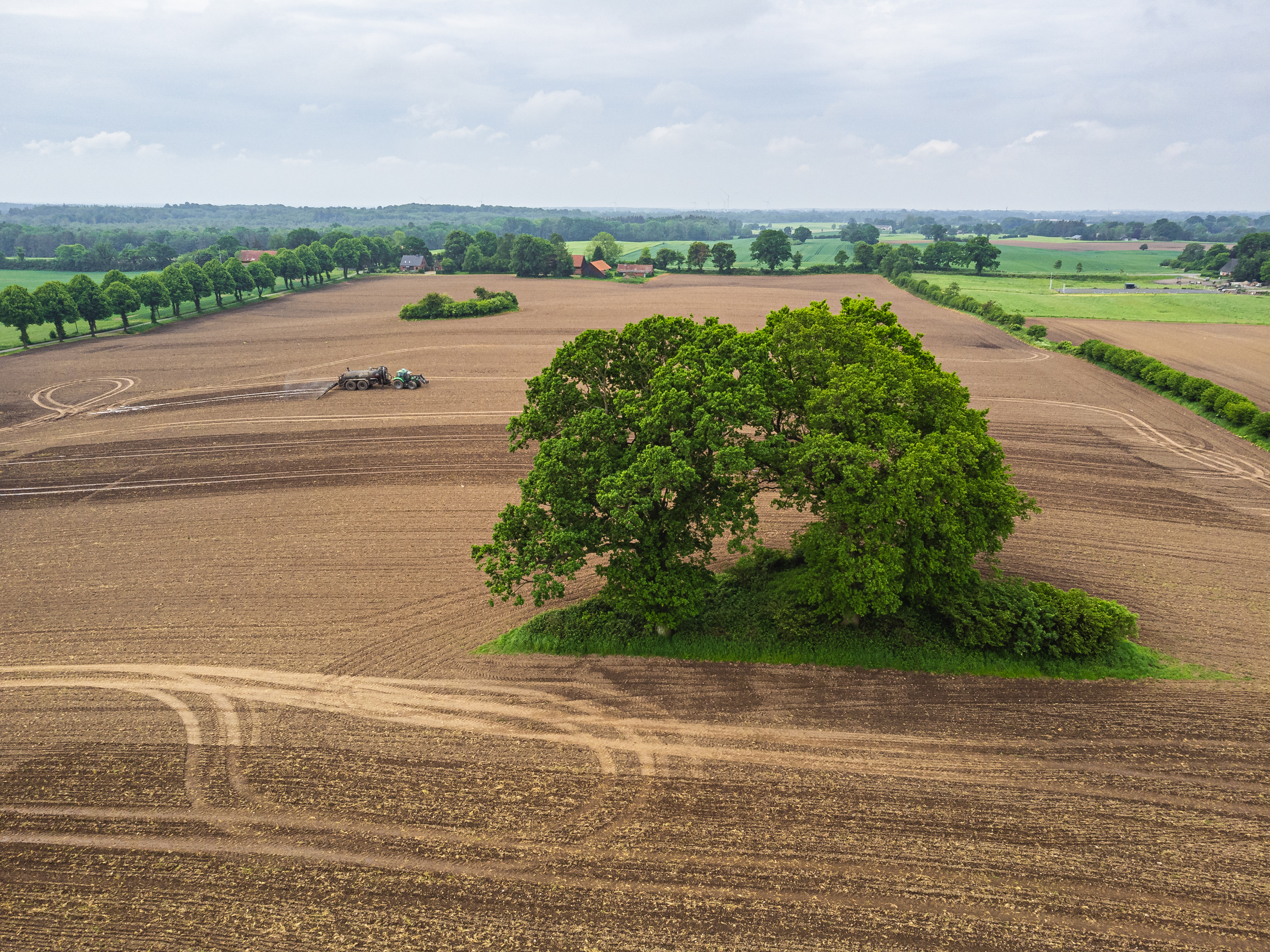
Ost-West-Sicht (Drohne)
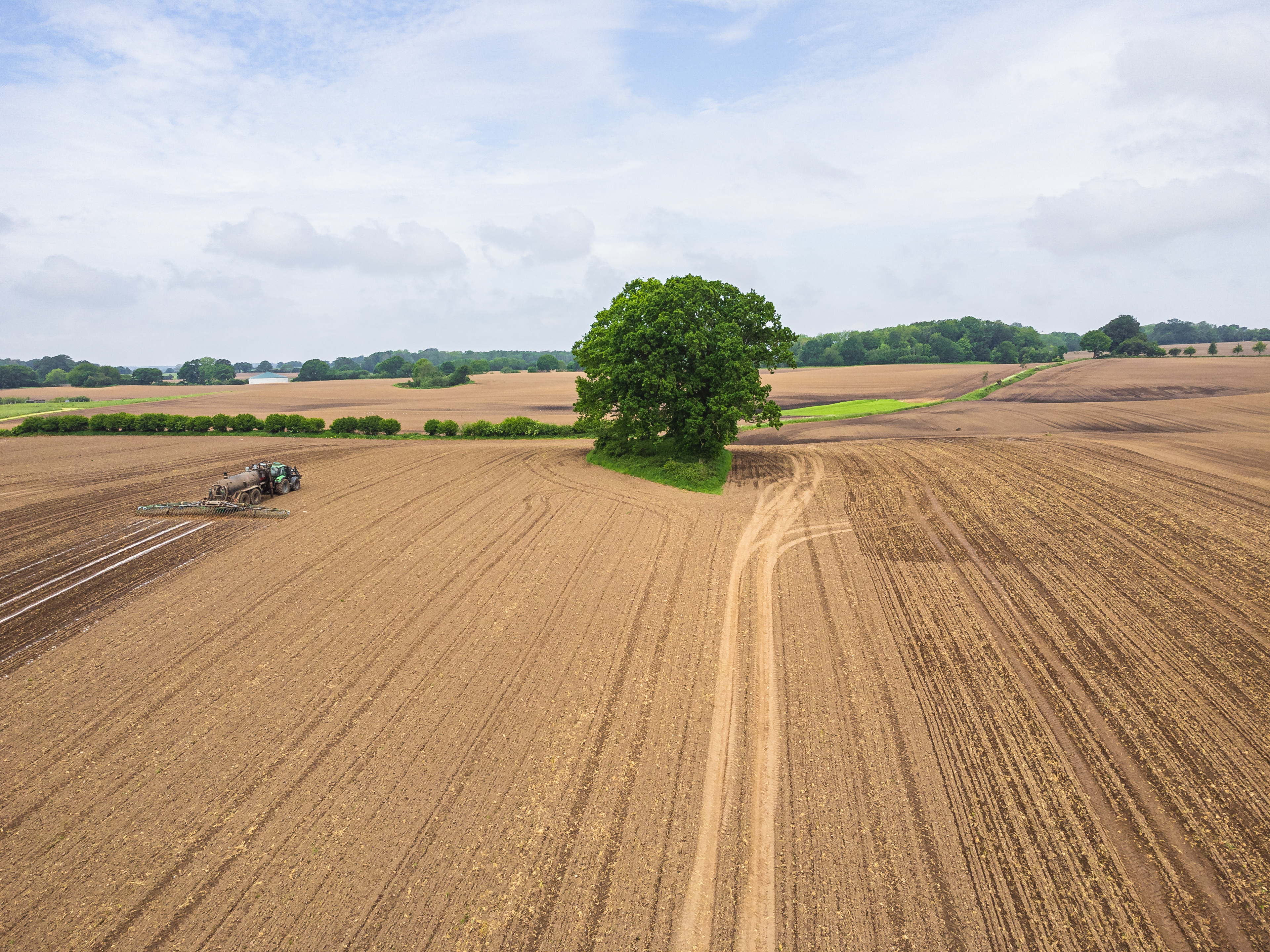
Süd-Nord-Sicht (Drohne)
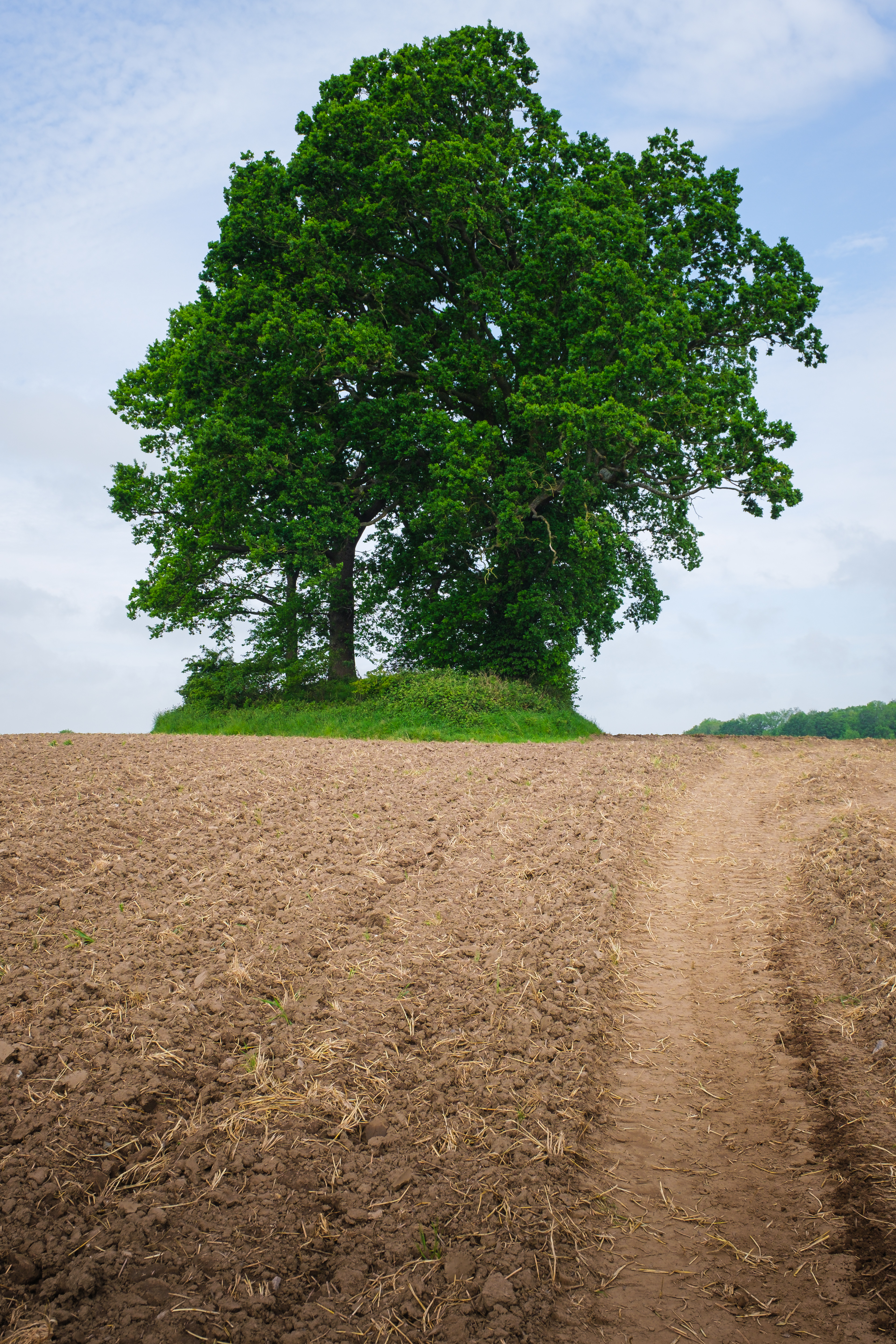
Süd-Nord-Sicht (Boden)
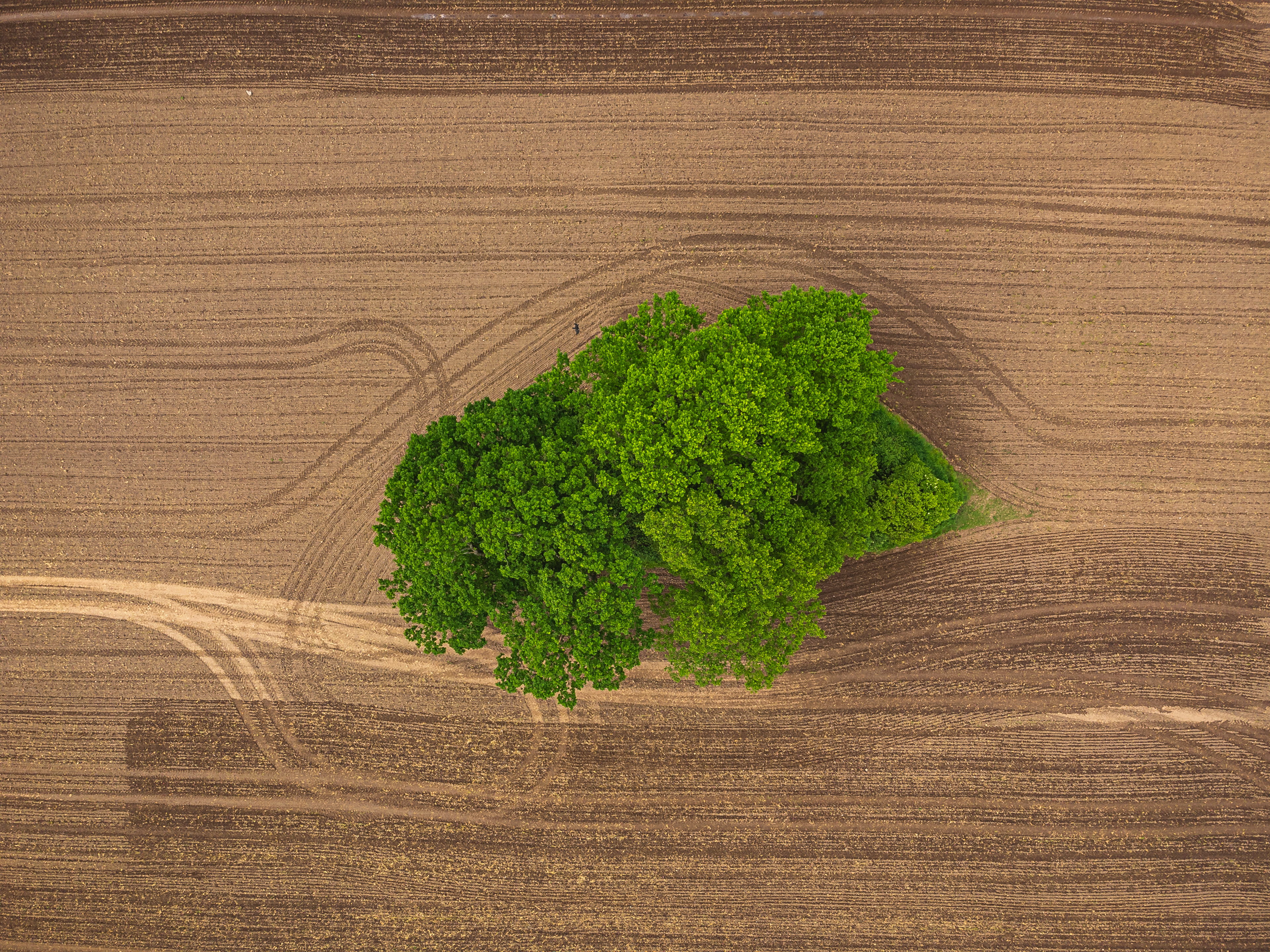
Draufsicht